# Nikola Gjusselew
Nikola Gjusselew (bulgarisch Никола Гюзелев; * 17. August 1936 in Pawlikeni, Zarentum Bulgarien; † 16. Mai 2014) war ein bulgarischer Opernsänger (Bass).
Seit den 1960er Jahren galt er international als würdiger Kollege bzw. Nachfolger seiner Landsleute Boris Christow und Nikolaj Gjaurow. Wie diese pflegte er vorwiegend das russische (Mussorgski, Tschaikowski, Borodin, Glinka) und italienische (Verdi, Puccini) Repertoire, war jedoch auch dem französischen Repertoire (Meyerbeer, Offenbach, Gounod) nicht abgeneigt.
Gjusselew studierte zunächst Malerei, wandte sich aber aufgrund seiner eigentlichen natürlichen Begabung bald dem Gesangsstudium zu. Sein erster denkwürdiger Auftritt erfolgte 1960 in Sofia als Timur in Turandot. Der internationale Durchbruch erfolgte rasch und mit ihm die Ausreisegenehmigungen in den Westen, bis – bereits 1965 – an die Metropolitan Opera. Im Jahr 2000 feierte der Sänger sein 50-jähriges Bühnenjubiläum.
Seit 2015 ist der Mount Ghiuselev nach ihm benannt, ein Berg auf der Brabant-Insel in der Antarktis.